# Villa Gemma (Lido de Venise)
La Villa Gemma est une réalisation de style stile Liberty, l'Art nouveau italien, située au Lido de Venise.

## Situation
Construit au 22 de la via Dardanelli.

## Historique
L'architecte Massimiliano (Max) Ongaro, auteur du bâtiment en 1905/1906, le réalisa pour le compte de Gemma Marforio Baucis (Mme. Chioccon).

## Description
La villa avec jardin composée de cinq appartements sur quatre étages, dont le dernier est caractérisée par une sorte de tour centrale, a une hauteur de 12 m. Elle occupe une superficie de 256,65 m² pour un volume de 3079,86 m³. Elle est construite dans un style éclectique, avec des citations romanes et de la Renaissance; l'ascendance n'est pas spécifiquement vénitienne et représente l'un des exemples les plus typiques de l'architecture Art Nouveau au Lido. Le bâtiment est enrichi d'une robe décorative vivante et imaginative en peintures et frises murales, en particulier sous la corniche, peint avec une bande de feuilles brunes maintenant en partie en ruine. Les tuiles colorées créent des effets nacrés plaisant, avec des motifs à oranges et citrons sur un fond jaune clair, motifs repris dans les décorations d'autres villas du Lido et de l'autre côté en bronze et turquoise qui se démarquent sur le mur carrelé. Les éléments en blanc dans le jardin sont de facture récente. Ici aussi, nous trouvons l'utilisation généreuse de fer forgé artisanal, à la porte d'entrée et aux balustrades des balcons; partout se répète le thème du bouquet de rose tenu par une ceinture, effet décoratif de prédilection de l'Art Nouveau floral.
Le toit en croupe est composé de carreaux de briques. La projection est soutenue par des étagères en bois. Les murs extérieurs sont faits de briques à vue. L'entrée, placée sous une loggia à arc bas fermée par un portail, est accessible grâce à une échelle rectiligne et aux extrémités supérieures des parapets de maçonnerie sont placés deux lions.

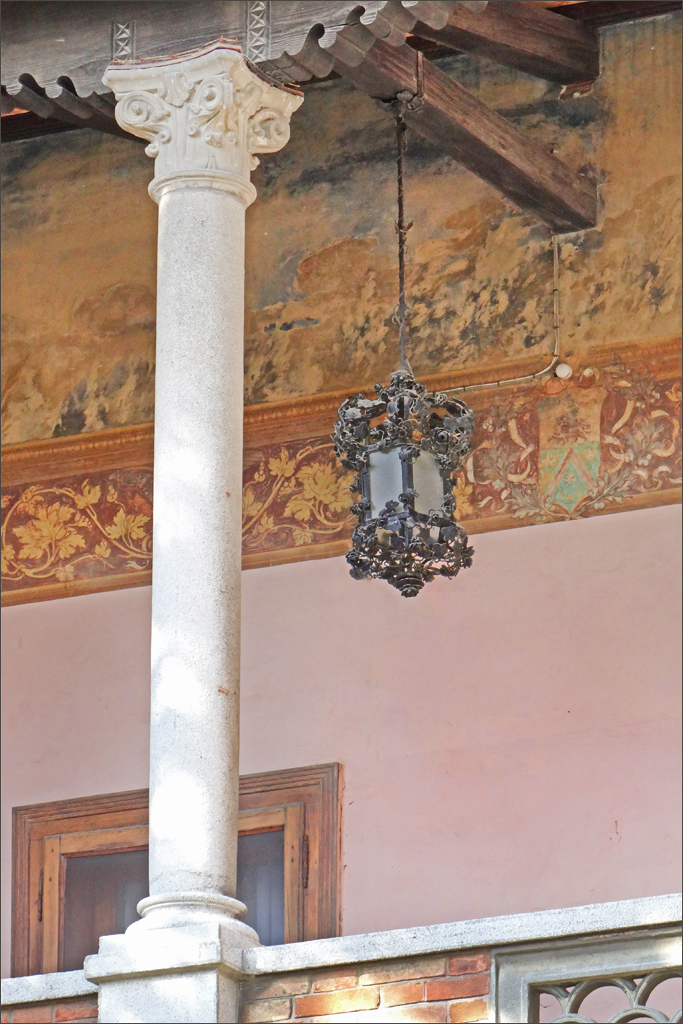
Villa Gemma, détails